# Declaració Universal dels Drets Humans
El 10 de desembre de 1948, l'Assemblea General de les Nacions Unides, reunida al Palau de Chaillot de París, aprovà i proclamà la Declaració Universal dels Drets Humans (Resolució 217 (III) A). Es tracta d'un document de trenta articles en què se subratllen els drets humans considerats bàsics i que s'apliquen, sense excepció, a tots els éssers humans. Es tracta del més bàsic d'una sèrie de tractats que es van redactar l'any 1966 i que completen la Carta Internacional de Drets Humans, que després de ser sotmesa a votació el 1976 es convertí en llei internacional.
El document es va crear com un seguit d'objectius que els governants mundials havien de seguir. Com a llei internacional, és una eina utilitzada sovint per pressionar els governs dels països que no compleixen algun dels seus articles, ja que es tracta d'un document d'obligat compliment per a tots els estats membres de la comunitat internacional. Per tal de vigilar-ne el compliment, l'any 2006 es va crear en el si de les Nacions Unides un organisme especial anomenat Consell de Drets Humans de les Nacions Unides.
L'any 2009, el text de la declaració va ser traduït a 370 idiomes (la qual cosa va fer que rebés el Rècord Guinness al document traduït a més idiomes del món) i l'Assemblea va demanar a tots els països membres que publiquessin el text de la Declaració i disposessin que fos "distribuït, exposat, llegit i comentat a les escoles i altres establiments d'ensenyament, sense distinció fundada en la condició política dels països o dels territoris".

## Història[6]

### Precursors
La moral i els valors dels drets humans es pot traçar a través de la història de les creences religioses i les cultures arreu del món. El filòsofs europeus de la Il·lustració van desenvolupar teories sobre el dret natural que van influir en l'adopció de documents com la Bill of Rights o carta de drets que va adoptar el Parlament d'Anglaterra el 1689, la declaració de drets (Bill of Rights del 1787) de la Constitució dels Estats Units i la Declaració dels Drets de l'Home i del Ciutadà que va adoptar el 1789 l'Assemblea Nacional Constituent francesa.
Durant la Segona Guerra Mundial, el president Franklin Delano Roosevelt, en el seu discurs sobre l'estat de la Unió, del 6 de gener del 1941, va esmentar les quatre llibertats: llibertat d'expressió, llibertat de culte, llibertat de viure sense necessitats i llibertat de viure sense por. Aquests principis tindrien un gran influència en la redacció de la Carta de les Nacions Unides on serien recollits al seu preàmbul, on crida a "reafirmar la fe en els drets fonamentals de l'home, en la dignitat i el valor de la persona humana", i a l'article 55 on demana als estats membres el seu compromís i la promoció del "respecte universal als drets humans i a les llibertats fonamentals de tots, sense fer distincions per raó de raça, sexe, idioma o religió, i l'efectivitat d'aquests drets i llibertats".
Quan les atrocitats comeses pels nazis durant el Tercer Reich van ser conegudes arreu del món després de la fi de la Segona Guerra Mundial, va haver-hi un consens entre la comunitat mundial sobre el fet que la Carta de les Nacions Unides no definia prou clarament els drets a què feia referència. Es va considerar que era necessària una declaració que especifiqués els drets dels individus per tal de donar efectivitat a les disposicions de la Carta en matèria de drets humans.

### Esborrany
El 1947 el jurista canadenc John Peters Humphrey va ser cridat pel Secretari General de les Nacions Unides per treballar en el projecte que esdevindria el principal esborrany de la Declaració. Humphrey va ser nomenat director de la Divisió de Drets Humans del Secretariat de l'ONU. La Comissió de Drets Humans, un òrgan permanent, va ser constituïda per dur a terme la tasca de preparació del que es va concebre inicialment com una Carta Internacional de Drets. La composició de la Comissió va ser dissenyada per a ser àmpliament representativa de la comunitat mundial amb els representants dels següents països: Austràlia, Bèlgica, República Socialista Soviètica de Belarús, Cuba, Egipte, Estats Units, Filipines, França, Iugoslàvia, l'Índia, Iran, Líban, Panamà, Regne Unit, Unió Soviètica, Uruguai, Xile i Xina.
A la redacció van participar com a principals autors: el director de la Divisió dels Drets Humans, John Peters Humphrey, la presidenta de la comissió de redacció de la Declaració, Eleanor Roosevelt, el ponent de la Comissió de Drets Humans Charles Malik, el secretari general adjunt de l'ONU Henri Laugier, el secretari de la Comissió dels Drets Humans Stéphane Hessel i el membre de la Comissió René Cassin.

### Adopció
La Declaració Universal dels Drets Humans va ser adoptada per l'Assemblea General el 10 de desembre del 1948 a una votació que va registrar 48 vots a favor, cap en contra i 8 abstencions: els de la Unió Soviètica i els seus aliats Belarús, Iugoslàvia, Polònia, Txecoslovàquia i Ucraïna a més de Sud-àfrica i l'Aràbia Saudita.
Els estats que van votar a favor van ser: Afganistan, Argentina, Austràlia, Bèlgica, Birmània, Bolívia, el Brasil, Canadà, Colòmbia, Costa Rica, Cuba, Dinamarca, República Dominicana, Egipte, El Salvador, Equador, Estats Units, Etiòpia, Filipines, França, Grècia, Guatemala, Haití, Països Baixos, Islàndia, Índia, Iran, l'Iraq, Líban, Libèria, Luxemburg, Mèxic, Nicaragua, Nova Zelanda, Noruega, el Pakistan, Panamà, Paraguai, el Perú, Regne Unit, Síria, Suècia, Tailàndia, Turquia, Uruguai, Veneçuela, Xile i Xina. Malgrat l'important paper jugat pel canadenc John Humphrey, el govern del Canadà es va abstenir a la votació de l'esborrany a la Comissió, tanmateix a l'Assemblea General votaria a favor.

## Estructura i contingut
La DUDH (Declaració Universal dels Drets Humans) està composta d'un preàmbul i 30 articles, que recullen drets de caràcter civil, polític, social, econòmic i cultural. L'estructura de la Declaració va ser introduïda al segon esborrany, preparat per René Cassin a partir del primer esborrany de John Peters Humphrey. L'estructura final va ser influenciada pel codi Napoleònic, inclòs el preàmbul i els principis generals introductoris. Cassin va comparar la Declaració amb el pòrtic d'un temple grec, amb fonaments, escales, quatre columnes i un frontó.
- Els articles 1 i 2 serien els fonaments; recullen principis bàsics sobre els quals es basen els drets: la dignitat, la llibertat, la igualtat, la fraternitat i la no discriminació.
- Els set paràgrafs del preàmbul, explicant les raons per a fer la Declaració, representarien les escales.
- El cos principal estaria format per quatre columnes:
  - La primera columna (articles 3 a 11) recull els drets individuals, com el dret a la vida o la prohibició de l'esclavitud.
  - La segona columna (articles 12 a 17) recull els drets de l'individu en relació amb la societat civil i política.
  - La tercera columna (articles 18 a 21) recull els drets de pensament, de consciència, de religió i llibertats polítiques com el dret d'associació.
  - La quarta columna (articles 22 a 27) recull els drets econòmics, socials i culturals.
- En el model de Cassin, els tres darrers articles de la Declaració (28, 29 i 30) seria el frontó que lligaria tota l'estructura. Aquests articles recullen les condicions i límits amb què aquests drets han d'exercir-se i la prohibició d'utilitzar els drets en oposició als objectius de les Nacions Unides.[18]

### Preàmbul
La Declaració Universal comença amb un preàmbul, format per set paràgrafs, als que segueixen els articles de la Declaració.
Cadascun dels paràgrafs del preàmbul esmenta una raó per a l'adopció de la Declaració.
- El primer paràgraf afirma que el reconeixement de la dignitat humana de totes les persones és el fonament de la justícia i la pau al món.
- El segon paràgraf assenyala que el desconeixement i el menyspreu dels drets humans han originat actes de barbàrie que han ultratjat la consciència de la humanitat i que les quatre llibertats (la llibertat d'expressió, la llibertat de creences i de culte, la llibertat de viure sense misèria i la llibertat de viure sense por), són proclamades com l'aspiració màxima de les persones.
- El tercer paràgraf estableix que perquè les persones no es vegin obligades a la rebel·lió contra la tirania, els drets humans han de ser protegits per l'Estat de Dret.
- El quart paràgraf relaciona els drets humans amb el desenvolupament de relacions amistoses entre les nacions.
- El cinquè paràgraf relaciona la Declaració amb la Carta de les Nacions Unides que reafirma la fe en els drets humans fonamentals i la dignitat i el valor de la persona humana.
- El sisè paràgraf assenyala que tots els membres de les Nacions Unides s'han compromès a assegurar, en cooperació amb les Nacions Unides, la promoció del respecte universal i l'observança dels drets humans i les llibertats fonamentals.
- El setè paràgraf assenyala que "una concepció comuna" dels drets i llibertats és de "molt important" per a la plena realització d'aquest compromís.

| Preàmbul de la Declaració Universal dels Drets Humans |
| --- |
| \| Considerant que el reconeixement de la dignitat inherent i dels drets iguals i inalienables de tots els membres de la família humana és el fonament de la llibertat, la justícia i la pau en el món, Considerant que el desconeixement i el menyspreu dels drets humans han originat actes de barbàrie que han ultratjat la consciència de la humanitat; i que s'ha proclamat com l'aspiració més elevada de tothom l'adveniment d'un món on els éssers humans, deslliurats del temor i la misèria, puguin gaudir de llibertat d'expressió i de creença, Considerant que és essencial que els drets humans siguin protegits per un règim de dret per tal que les persones no es vegin forçades, com a últim recurs, a la rebel·lió contra la tirania i l'opressió, Considerant també que és essencial de promoure el desenvolupament de relacions amistoses entre les nacions, Considerant que els pobles de les Nacions Unides han ratificat en la Carta llur fe en els drets humans fonamentals, en la dignitat i el valor de la persona humana i en la igualtat de dret d'homes i dones; i que han decidit de promoure el progrés social i millorar el nivell de vida dins d'una llibertat més àmplia, Considerant que els Estats membres s'han compromès a assegurar, en cooperació amb l'Organització de les Nacions Unides, el respecte universal i efectiu dels drets humans i les llibertats fonamentals, Considerant que una concepció comuna d'aquests drets i llibertats és de la més gran importància per al ple compliment d'aquest compromís, \| |
| Considerant que el reconeixement de la dignitat inherent i dels drets iguals i inalienables de tots els membres de la família humana és el fonament de la llibertat, la justícia i la pau en el món, Considerant que el desconeixement i el menyspreu dels drets humans han originat actes de barbàrie que han ultratjat la consciència de la humanitat; i que s'ha proclamat com l'aspiració més elevada de tothom l'adveniment d'un món on els éssers humans, deslliurats del temor i la misèria, puguin gaudir de llibertat d'expressió i de creença, Considerant que és essencial que els drets humans siguin protegits per un règim de dret per tal que les persones no es vegin forçades, com a últim recurs, a la rebel·lió contra la tirania i l'opressió, Considerant també que és essencial de promoure el desenvolupament de relacions amistoses entre les nacions, Considerant que els pobles de les Nacions Unides han ratificat en la Carta llur fe en els drets humans fonamentals, en la dignitat i el valor de la persona humana i en la igualtat de dret d'homes i dones; i que han decidit de promoure el progrés social i millorar el nivell de vida dins d'una llibertat més àmplia, Considerant que els Estats membres s'han compromès a assegurar, en cooperació amb l'Organització de les Nacions Unides, el respecte universal i efectiu dels drets humans i les llibertats fonamentals, Considerant que una concepció comuna d'aquests drets i llibertats és de la més gran importància per al ple compliment d'aquest compromís,       |

### Articles
Els set paràgrafs del preàmbul són seguits per la proclamació de la Declaració i els 30 articles que la formen.
| Articles de la Declaració Universal dels Drets Humans |
| --- |
| \| L'Assemblea General Proclama aquesta Declaració Universal de Drets Humans com l'ideal comú a assolir per a tots els pobles i nacions amb el fi que cada persona i cada institució, inspirant-se constantment en aquesta Declaració, promoguin, mitjançant l'ensenyament i l'educació, el respecte a aquests drets i llibertats i assegurin, amb mesures progressives nacionals i internacionals, el seu reconeixement i aplicació universals i efectius, tant entre els pobles dels Estats membres com entre els dels territoris sota llur jurisdicció. Article 1 Tots els éssers humans neixen lliures i iguals en dignitat i en drets. Són dotats de raó i de consciència, i han de comportar-se fraternalment els uns amb els altres. Article 2 Tothom té tots els drets i llibertats proclamats en aquesta Declaració, sense cap distinció de raça, color, sexe, llengua, religió, opinió política o de qualsevol altra mena, origen nacional o social, fortuna, naixement o altra condició. A més, no es farà cap distinció basada en l'estatut polític, jurídic o internacional del país o del territori al qual pertanyi una persona, tant si és independent com si està sota administració fiduciària, si no és autònom, o està sota qualsevol altra limitació de sobirania. Article 3 Tota persona té dret a la vida, a la llibertat i a la seva seguretat. Article 4 Ningú no serà sotmès a esclavitud o servitud: l'esclavitud i el tràfic d'esclaus són prohibits en totes llurs formes. Article 5 Ningú no serà sotmès a tortures ni a penes o tractes cruels, inhumans o degradants. Article 6 Tota persona té el dret arreu al reconeixement de la seva personalitat jurídica. Article 7 Tots són iguals davant la llei i tenen dret, sense cap distinció, a igual protecció per la llei. Tots tenen dret a igual protecció contra qualsevol discriminació que violi aquesta Declaració i contra qualsevol incitació a una tal discriminació. Article 8 Tota persona té dret a un recurs efectiu prop dels tribunals nacionals competents que l'empari contra actes que violin els seus drets fonamentals reconeguts per la constitució o per la llei. Article 9 Ningú no serà detingut, pres o desterrat arbitràriament. Article 10 Tota persona té dret, en condicions de plena igualtat, a ser escoltada públicament i amb justícia per un tribunal independent i imparcial, per a la determinació dels seus drets i obligacions o per a l'examen de qualsevol acusació contra ella en matèria penal. Article 11 1. Tots els acusats d'un delicte tenen el dret que hom presumeixi la seva innocència fins que no es provi la seva culpabilitat segons la llei en un judici públic, en què hom li hagi assegurat totes les garanties necessàries per a la seva defensa. 2. Ningú no serà condemnat per actes o omissions que en el moment que varen ésser comesos no eren delictius segons el dret nacional o internacional. Tampoc no s'imposarà cap pena superior a l'aplicable en el moment de cometre el delicte. Article 12 Ningú no serà objecte d'intromissions arbitràries en la seva vida privada, la seva família, el seu domicili o la seva correspondència, ni d'atacs al seu honor i reputació. Tothom té dret a la protecció de la llei contra tals intromissions o atacs. Article 13 1. Tota persona té dret a circular lliurement i a triar la seva residència dins les fronteres de cada Estat. 2. Tota persona té dret a sortir de qualsevol país, àdhuc el propi, i a retornar-hi. Article 14 1. En cas de persecució, tota persona té dret a cercar asil en altres països i a beneficiar-se'n. 2. Aquest dret no podrà ser invocat contra una persecució veritablement originada per delictes comuns o per actes oposats als objectius i principis de les Nacions Unides. Article 15 1. Tota persona té dret a una nacionalitat. 2. Ningú no serà privat arbitràriament de la seva nacionalitat, ni del dret de canviar de nacionalitat. Article 16 1. Els homes i les dones, a partir de l'edat núbil, tenen dret, sense cap restricció per motius de raça, nacionalitat o religió, a casar-se i a fundar una família. Gaudiran de drets iguals pel que fa al casament, durant el matrimoni i en la seva dissolució. 2. Només es realitzarà el casament amb el lliure i ple consentiment dels futurs esposos. 3. La família és l'element natural i fonamental de la societat i té dret a la protecció de la societat i de l'Estat. Article 17 1. Tota persona té dret a la propietat, individualment i col·lectiva. 2. Ningú no serà privat arbitràriament de la seva propietat. Article 18 Tota persona té dret a la llibertat de pensament, de consciència i de religió; aquest dret inclou la llibertat de canviar de religió o de creença, i la llibertat, individualment o col·lectivament, en públic o en privat, de manifestar la seva religió o creença per mitjà de l'ensenyament, la pràctica, el culte i l'observança. Article 19 Tota persona té dret a la llibertat d'opinió i d'expressió; aquest dret inclou el de no ser molestat a causa de les pròpies opinions i el de cercar, rebre i difondre les informacions i les idees per qualsevol mitjà i sense límit de fronteres. Article 20 1. Tota persona té dret a la llibertat de reunió i d'associació pacífiques. 2. Ningú no pot ser obligat a pertànyer a una associació. Article 21 1. Tota persona té dret a participar en el govern del seu país, directament o per mitjà de representants lliurement elegits. 2. Tota persona té dret, en condicions d'igualtat, a accedir a les funcions públiques del seu país. 3. La voluntat del poble és el fonament de l'autoritat de l'Estat; aquesta voluntat ha d'expressar-se mitjançant eleccions autèntiques, que hauran de fer-se periòdicament per sufragi universal i igual i per vot secret o per altre procediment equivalent que garanteixi la llibertat del vot. Article 22 Tota persona, com a membre de la societat, té dret a la seguretat social i a obtenir, mitjançant l'esforç nacional i la cooperació internacional, segons l'organització i els recursos de cada país, la satisfacció dels drets econòmics, socials i culturals indispensables per a la seva dignitat i el lliure desenvolupament de la seva personalitat. Article 23 1. Tota persona té dret al treball, a la lliure elecció de la seva ocupació, a condicions equitatives i satisfactòries de treball, i a la protecció contra l'atur. 2. Tota persona, sense cap discriminació, té dret a salari igual per igual treball. 3. Tothom que treballa té dret a una remuneració equitativa i satisfactòria que asseguri per a ell i la seva família una existència conforme a la dignitat humana, completada, si cal, amb altres mitjans de protecció social. 4. Tothom té dret a constituir sindicats per a la defensa dels seus interessos i a afiliar-s'hi. Article 24 Tota persona té dret al descans i al lleure i, particularment, a una limitació raonable de la jornada de treball i a vacances periòdiques pagades. Article 25 1. Tota persona té dret a un nivell de vida que asseguri, per a ell i la seva família, la salut i el benestar, especialment quant a alimentació, vestir, habitatge, assistència mèdica i als serveis socials necessaris; també té dret a la seguretat en cas d'atur, malaltia, incapacitat, viduïtat, vellesa o altra manca de mitjans de subsistència independent de la seva voluntat. 2. La maternitat i la infantesa tenen dret a una cura i a una assistència especials. Tots els infants, nascuts d'un matrimoni o fora d'un matrimoni, gaudeixen d'igual protecció social. Article 26 1. Tota persona té dret a l'educació. L'educació serà gratuïta, si més no, en la instrucció elemental i fonamental. La instrucció elemental serà obligatòria. L'ensenyament tècnic i professional es posarà a l'abast de tothom, i l'accés a l'ensenyament superior serà igual per a tots en funció dels mèrits respectius. 2. L'educació tendirà al ple desenvolupament de la personalitat humana i a l'enfortiment del respecte als drets humans i a les llibertats fonamentals; promourà la comprensió, la tolerància i l'amistat entre totes les nacions i grups ètnics o religiosos, i fomentarà les activitats de les Nacions Unides per al manteniment de la pau. 3. El pare i la mare tenen dret preferent d'escollir la mena d'educació que serà donada als seus fills. Article 27 1. Tota persona té dret a participar lliurement en la vida cultural de la comunitat, a gaudir de les arts i a participar i beneficiar-se del progrés científic. 2. Tota persona té dret a la protecció dels interessos morals i materials derivats de les produccions científiques, literàries o artístiques de què sigui autor. Article 28 Tota persona té dret a un ordre social i internacional en què els drets i llibertats proclamats en aquesta Declaració puguin ser plenament efectius. Article 29 1. Tota persona té deures envers la comunitat, ja que només en aquesta li és possible el lliure i ple desenvolupament de la seva personalitat. 2. En l'exercici dels drets i les llibertats, tothom estarà sotmès només a les limitacions establertes per la llei i únicament amb la finalitat d'assegurar el reconeixement i el respecte deguts als drets i llibertats dels altres i de complir les justes exigències de la moral, de l'ordre públic i del benestar general en una societat democràtica. 3. Aquests drets i llibertats mai no podran ser exercits en oposició als objectius i principis de les Nacions Unides. Article 30 Res en aquesta Declaració no podrà interpretar-se en el sentit que doni cap dret a un Estat, a un grup o a una persona a emprendre activitats o a realitzar actes que tendeixin a la supressió de qualsevol dels drets i llibertats que s'hi enuncien. \| |
| L'Assemblea General Proclama aquesta Declaració Universal de Drets Humans com l'ideal comú a assolir per a tots els pobles i nacions amb el fi que cada persona i cada institució, inspirant-se constantment en aquesta Declaració, promoguin, mitjançant l'ensenyament i l'educació, el respecte a aquests drets i llibertats i assegurin, amb mesures progressives nacionals i internacionals, el seu reconeixement i aplicació universals i efectius, tant entre els pobles dels Estats membres com entre els dels territoris sota llur jurisdicció. Article 1 Tots els éssers humans neixen lliures i iguals en dignitat i en drets. Són dotats de raó i de consciència, i han de comportar-se fraternalment els uns amb els altres. Article 2 Tothom té tots els drets i llibertats proclamats en aquesta Declaració, sense cap distinció de raça, color, sexe, llengua, religió, opinió política o de qualsevol altra mena, origen nacional o social, fortuna, naixement o altra condició. A més, no es farà cap distinció basada en l'estatut polític, jurídic o internacional del país o del territori al qual pertanyi una persona, tant si és independent com si està sota administració fiduciària, si no és autònom, o està sota qualsevol altra limitació de sobirania. Article 3 Tota persona té dret a la vida, a la llibertat i a la seva seguretat. Article 4 Ningú no serà sotmès a esclavitud o servitud: l'esclavitud i el tràfic d'esclaus són prohibits en totes llurs formes. Article 5 Ningú no serà sotmès a tortures ni a penes o tractes cruels, inhumans o degradants. Article 6 Tota persona té el dret arreu al reconeixement de la seva personalitat jurídica. Article 7 Tots són iguals davant la llei i tenen dret, sense cap distinció, a igual protecció per la llei. Tots tenen dret a igual protecció contra qualsevol discriminació que violi aquesta Declaració i contra qualsevol incitació a una tal discriminació. Article 8 Tota persona té dret a un recurs efectiu prop dels tribunals nacionals competents que l'empari contra actes que violin els seus drets fonamentals reconeguts per la constitució o per la llei. Article 9 Ningú no serà detingut, pres o desterrat arbitràriament. Article 10 Tota persona té dret, en condicions de plena igualtat, a ser escoltada públicament i amb justícia per un tribunal independent i imparcial, per a la determinació dels seus drets i obligacions o per a l'examen de qualsevol acusació contra ella en matèria penal. Article 11 1. Tots els acusats d'un delicte tenen el dret que hom presumeixi la seva innocència fins que no es provi la seva culpabilitat segons la llei en un judici públic, en què hom li hagi assegurat totes les garanties necessàries per a la seva defensa. 2. Ningú no serà condemnat per actes o omissions que en el moment que varen ésser comesos no eren delictius segons el dret nacional o internacional. Tampoc no s'imposarà cap pena superior a l'aplicable en el moment de cometre el delicte. Article 12 Ningú no serà objecte d'intromissions arbitràries en la seva vida privada, la seva família, el seu domicili o la seva correspondència, ni d'atacs al seu honor i reputació. Tothom té dret a la protecció de la llei contra tals intromissions o atacs. Article 13 1. Tota persona té dret a circular lliurement i a triar la seva residència dins les fronteres de cada Estat. 2. Tota persona té dret a sortir de qualsevol país, àdhuc el propi, i a retornar-hi. Article 14 1. En cas de persecució, tota persona té dret a cercar asil en altres països i a beneficiar-se'n. 2. Aquest dret no podrà ser invocat contra una persecució veritablement originada per delictes comuns o per actes oposats als objectius i principis de les Nacions Unides. Article 15 1. Tota persona té dret a una nacionalitat. 2. Ningú no serà privat arbitràriament de la seva nacionalitat, ni del dret de canviar de nacionalitat. Article 16 1. Els homes i les dones, a partir de l'edat núbil, tenen dret, sense cap restricció per motius de raça, nacionalitat o religió, a casar-se i a fundar una família. Gaudiran de drets iguals pel que fa al casament, durant el matrimoni i en la seva dissolució. 2. Només es realitzarà el casament amb el lliure i ple consentiment dels futurs esposos. 3. La família és l'element natural i fonamental de la societat i té dret a la protecció de la societat i de l'Estat. Article 17 1. Tota persona té dret a la propietat, individualment i col·lectiva. 2. Ningú no serà privat arbitràriament de la seva propietat. Article 18 Tota persona té dret a la llibertat de pensament, de consciència i de religió; aquest dret inclou la llibertat de canviar de religió o de creença, i la llibertat, individualment o col·lectivament, en públic o en privat, de manifestar la seva religió o creença per mitjà de l'ensenyament, la pràctica, el culte i l'observança. Article 19 Tota persona té dret a la llibertat d'opinió i d'expressió; aquest dret inclou el de no ser molestat a causa de les pròpies opinions i el de cercar, rebre i difondre les informacions i les idees per qualsevol mitjà i sense límit de fronteres. Article 20 1. Tota persona té dret a la llibertat de reunió i d'associació pacífiques. 2. Ningú no pot ser obligat a pertànyer a una associació. Article 21 1. Tota persona té dret a participar en el govern del seu país, directament o per mitjà de representants lliurement elegits. 2. Tota persona té dret, en condicions d'igualtat, a accedir a les funcions públiques del seu país. 3. La voluntat del poble és el fonament de l'autoritat de l'Estat; aquesta voluntat ha d'expressar-se mitjançant eleccions autèntiques, que hauran de fer-se periòdicament per sufragi universal i igual i per vot secret o per altre procediment equivalent que garanteixi la llibertat del vot. Article 22 Tota persona, com a membre de la societat, té dret a la seguretat social i a obtenir, mitjançant l'esforç nacional i la cooperació internacional, segons l'organització i els recursos de cada país, la satisfacció dels drets econòmics, socials i culturals indispensables per a la seva dignitat i el lliure desenvolupament de la seva personalitat. Article 23 1. Tota persona té dret al treball, a la lliure elecció de la seva ocupació, a condicions equitatives i satisfactòries de treball, i a la protecció contra l'atur. 2. Tota persona, sense cap discriminació, té dret a salari igual per igual treball. 3. Tothom que treballa té dret a una remuneració equitativa i satisfactòria que asseguri per a ell i la seva família una existència conforme a la dignitat humana, completada, si cal, amb altres mitjans de protecció social. 4. Tothom té dret a constituir sindicats per a la defensa dels seus interessos i a afiliar-s'hi. Article 24 Tota persona té dret al descans i al lleure i, particularment, a una limitació raonable de la jornada de treball i a vacances periòdiques pagades. Article 25 1. Tota persona té dret a un nivell de vida que asseguri, per a ell i la seva família, la salut i el benestar, especialment quant a alimentació, vestir, habitatge, assistència mèdica i als serveis socials necessaris; també té dret a la seguretat en cas d'atur, malaltia, incapacitat, viduïtat, vellesa o altra manca de mitjans de subsistència independent de la seva voluntat. 2. La maternitat i la infantesa tenen dret a una cura i a una assistència especials. Tots els infants, nascuts d'un matrimoni o fora d'un matrimoni, gaudeixen d'igual protecció social. Article 26 1. Tota persona té dret a l'educació. L'educació serà gratuïta, si més no, en la instrucció elemental i fonamental. La instrucció elemental serà obligatòria. L'ensenyament tècnic i professional es posarà a l'abast de tothom, i l'accés a l'ensenyament superior serà igual per a tots en funció dels mèrits respectius. 2. L'educació tendirà al ple desenvolupament de la personalitat humana i a l'enfortiment del respecte als drets humans i a les llibertats fonamentals; promourà la comprensió, la tolerància i l'amistat entre totes les nacions i grups ètnics o religiosos, i fomentarà les activitats de les Nacions Unides per al manteniment de la pau. 3. El pare i la mare tenen dret preferent d'escollir la mena d'educació que serà donada als seus fills. Article 27 1. Tota persona té dret a participar lliurement en la vida cultural de la comunitat, a gaudir de les arts i a participar i beneficiar-se del progrés científic. 2. Tota persona té dret a la protecció dels interessos morals i materials derivats de les produccions científiques, literàries o artístiques de què sigui autor. Article 28 Tota persona té dret a un ordre social i internacional en què els drets i llibertats proclamats en aquesta Declaració puguin ser plenament efectius. Article 29 1. Tota persona té deures envers la comunitat, ja que només en aquesta li és possible el lliure i ple desenvolupament de la seva personalitat. 2. En l'exercici dels drets i les llibertats, tothom estarà sotmès només a les limitacions establertes per la llei i únicament amb la finalitat d'assegurar el reconeixement i el respecte deguts als drets i llibertats dels altres i de complir les justes exigències de la moral, de l'ordre públic i del benestar general en una societat democràtica. 3. Aquests drets i llibertats mai no podran ser exercits en oposició als objectius i principis de les Nacions Unides. Article 30 Res en aquesta Declaració no podrà interpretar-se en el sentit que doni cap dret a un Estat, a un grup o a una persona a emprendre activitats o a realitzar actes que tendeixin a la supressió de qualsevol dels drets i llibertats que s'hi enuncien.       |

## Importància de la declaració
Encara que no és un document obligatori o vinculant per als Estats, va servir com a base per a la creació de les dues convencions internacionals de l'ONU: el Pacte Internacional de Drets Civils i Polítics i el Pacte Internacional de Drets Econòmics, Socials i Culturals. Continua sent una declaració citada àmpliament per professors, universitaris, advocats defensors i pels tribunals constitucionals. Així, la Constitució espanyola de 1978 la reconeix explícitament com una de les fonts del dret espanyol (art. 10.2). El 10 de desembre se celebra internacionalment la seva signatura.
Les crítiques apunten justament a la no obligatorietat del seu compliment, que provoca que a vegades sigui només una declaració de bones intencions. Altres detractors acusen el document d'etnocentrisme i no aplicar-se al context musulmà.

## Dia dels Drets Humans
L'adopció de la Declaració Universal és una commemoració internacional significativa que se celebra cada any el 10 de desembre, que és conegut com a Dia dels Drets Humans o Dia Internacional dels Drets Humans. La commemoració es fa per individus, grups comunitaris i religiosos, organitzacions a favor dels drets humans, parlaments, governs i les Nacions Unides. Les commemoracions de les dècades solen anar acompanyades de campanyes per estendre la consciència de la Declaració i els drets humans. El 2008 va marcar el 60è aniversari de la declaració i va anar acompanyat d'activitats durant tot l'any en relació al tema Dignitat i justícia per tots nosaltres.

## Curiositats

### Rècord Guinness
Segons el Llibre Guinness de Rècords, la DUDH és el document traduït a més idiomes del món (370 l'any 2009).

### Monedes d'euro
El 2008 el 60è aniversari de la Declaració Universal dels Drets Humans va ser utilitzat al disseny d'una moneda commemorativa de 2 euros pels següents països: 
- Bèlgica:[26] 5 milions de monedes emeses entre abril i maig del 2008.
- Itàlia:[27] 5 milions de monedes emeses l'abril del 2008.
- Finlàndia:[28] 1,5 milions monedes emeses l'octubre del 2008.
- Portugal:[29] 600.000 monedes emeses el 15 de setembre del 2008.